# Myoxocephalus niger
Myoxocephalus niger är en fiskart som först beskrevs av Bean, 1881.  Myoxocephalus niger ingår i släktet Myoxocephalus och familjen simpor. Inga underarter finns listade i Catalogue of Life.